# Susan Heyward
Susan Heyward (Atlanta, 19 de noviembre de 1982) es una actriz estadounidense de cine, teatro y televisión, reconocida por aparecer junto con Sharlto Copley y Eddie Izzard en la serie de televisión Powers. Actualmente interpreta a Rose Granger-Weasley en la producción teatral de Harry Potter and the Cursed Child, a Tamika Ward en la serie de Netflix Orange Is the New Black y a Sister Sage en la serie original de Prime Video The Boys.

## Filmografía

### Cine, teatro y televisión
| Año       | Título                        | Papel            | Notas        |
| --------- | ----------------------------- | ---------------- | ------------ |
| 2008      | The Oedipus Cycle             | Ismene           | Teatro       |
| 2009      | Michael & Michael Have Issues | Lindsey          | 4 episodios  |
| 2009      | Law & Order                   | Alicia Rodriguez | 1 episodio   |
| 2010      | Sabrina Fair                  | Sabrina          | Teatro       |
| 2010      | 30 Rock                       | Feyonce          | 1 episodio   |
| 2012      | 666 Park Avenue               | Janet            | 2 episodios  |
| 2013      | Mother of George              | Monica           | Película     |
| 2014      | The Following                 | Hannah           | 5 episodios  |
| 2015      | Powers                        | Deena Pilgrim    | 20 episodios |
| 2015      | Poltergeist                   | Sophie           | Película     |
| 2016      | Unforgettable                 | Rhonda Matthews  | TV           |
| 2016      | Vinyl                         | Cece Matthews    | TV           |
| 2016      | Conviction                    | Porscha Williams | 1 episodio   |
| 2017      | La increíble Jessica James    | Jerusa           | Película     |
| 2017      | The Light of the Moon         | Grace            | Película     |
| 2018-2019 | Orange Is the New Black       | Tamika Ward      | TV           |
| 2024      | The Boys                      | Sister Sage      | TV           |